# أبو عبد الله محمد السادس الزياني
 أبو عبد الله السادس  سلطان الدولة الزيانية الثامن و العشرون بتلمسان. تولى الحكم لمرتين، الأولى بمساندة خير الدين بربروس بعد قيامه بثورة ضد أبيه السلطان عبد الله الثاني و مقتل هذا الأخير سنة 930 هـ/ 1524 م. خلعه أخوه أبو زيان الرابع سنة 1542 بسبب تعاونه مع الإسبان بوهران. استعاد عرشه للمرة الثانية بمساندة إسبانيا بقيادة الكونت ألكوديت سنة 1544 .

## اسمه و نسبه
أبو عبد الله محمد السادس بن أبي محمد عبد الله الثاني بن أبي عبد الله الثالث المتوكل بن أبي زيان محمد بن أبي ثابت الثاني بن أبي تاشفين الثاني بن أبي حمو موسى الثاني بن أبي يعقوب يوسف بن أبي زيد عبد الرحمن بن أبي زكريا يحي بن يغمراسن بن زيان العبدوادي الزناتي.

## وفاته
توفي مقتولا مع جميع أتباعه بسهل أنكاد بنواحي وجدة سنة 951 هـ /1544 م.
| سبقه أبو محمد عبد الله الثاني | سلطان الدولة الزيانية 1524 - 1542 | تبعه أبو زيان الرابع |
| سبقه أبو زيان الرابع          | الفترة الثانية 1544               | تبعه أبو زيان الرابع |